# 21635 Micahtoll
21635 Micahtoll è un asteroide della fascia principale. Scoperto nel 1999, presenta un'orbita caratterizzata da un semiasse maggiore pari a 2,4363026 UA e da un'eccentricità di 0,1988255, inclinata di 1,75887° rispetto all'eclittica.